# HD 193579
HD 193579，又名BD+17 4294，SAO 105991、HR 7780，是一颗恒星，视星等为5.8，位于銀經59.26，銀緯-10.44，其B1900.0坐标为赤經20h 15m 48.9s，赤緯+17° -10.44′ 42″。